# 人類連接組計劃
人类连接组計劃或人腦连接组計劃（ HCP ）是一项为期五年的项目，由美国国立卫生研究院（NIH）資助。十六个来自NIH神经科学研究蓝图的研究机构或研究中心，分别组成了The WU/Minn Project和The Harvard/MGH-UCAL Project两个项目。人类连接组计划于2009年7月启动 ，是美国国立卫生研究院神经科学研究蓝图的三个重大挑战中之一。  
美国国立卫生研究院于2010年9月15日宣布，将資助授予两项目：由圣路易斯华盛顿大学和明尼苏达大学牵头的财团提供3000万美元，牛津大学（FMRIB）出资850万美元在哈佛大学，马萨诸塞州总医院和加利福尼亚大学洛杉矶分校领导的财团中任职三年。 
人類連接組計劃的目标是建立一个“网络图”（ 人腦連接組 ），该图将阐明健康人脑内的解剖学和功能连接性，这将有助于研究人员获知大脑中思想、感觉与行为的奥秘，同时也将生成有助于研究脑部疾病的大量数据例如阅读困难，自闭症，阿尔茨海默氏病和精神分裂症。  

## 后续
- 2015年，在人类连接组计划成功的基础上，NIH的Blueprint开展了连接组计划的第二阶段，将在人类连接组计划中受试者年龄段（22-35岁）数据扩展至全年龄段，并根据年龄段分为三个子计划，分别是RFA-MH-16-160（0-55岁），RFA-MH-16-150（5-21岁），RFA-AG-16-004（36-90+ 岁）。
- 2014年，Blueprint的6个研究所收集了人类连接组计划中具有某些临床特征的受试者数据，并由此开展了关于某些精神疾病和神经疾病的连接组研究，包含14个项目。
- 由Blueprint在2015年资助创建的Connectome Coordination Facility（CCF）维护着一个数据库，用于储存来自原人类连接组计划项目和其它连接组研究机构的人类连接组数据，以此向研究界提供支持。

## 外部鏈接
- （英文）www.humanconnectomeproject.org （页面存档备份，存于）
- （英文）neuroscienceblueprint.nih.gov （页面存档备份，存于）
- （英文）www.humanconnectome.org/ （页面存档备份，存于）